# Brystimplantat
Et brystimplantat er en protese brugt til at forstørre en kvindes bryster. Det består oftest af silicone, saltvand eller soja. Der findes en række forskellige former for implantater, f.eks string-implantater, der kan få kvindens bryst til at vokse til ekstreme proportioner.
- Wikimedia Commons har flere filer relateret til Brystimplantat

| Lægevidenskab | Spire Denne artikel om lægevidenskab er en spire som bør udbygges. Du er velkommen til at hjælpe Wikipedia ved at udvide den. |